# Nasu no Yoichi
Nasu no Yoichi (那須 与一 (Na Tu Dữ Nhất) 1169–1232) là một samurai đã chiến đấu cùng với nhà Minamoto trong chiến tranh Genpei. Theo phả hệ thì ông là đương chủ đời thứ hai của gia tộc Nasu với cha là Nasu Suketaka (Tarō) và mẹ là con gái của Nitta Yoshishige. Nasu đặc biệt nổi tiếng với tài thiện xạ của mình trong trận Yashima vào năm 1184. Theo cuốn Heike Monogatari, khi quân sĩ hai bên đang dàn đội hình chuẩn bị nghênh chiến thì một trong những tì thiếp của nhà Taira đã gắn cây quạt của mình lên một cây sào rồi giơ nó lên, thách thức các samurai nhà Minamoto bắn trúng nó. Nhưng do khoảng cách quá xa với bờ, mà mục tiêu lại cứ liên tục di chuyển nên ai cũng lưỡng lự. Sau đó, để bảo vệ danh dự và niềm kiêu hãnh của nhà Minamoto, một samurai trẻ tên Nasu no Yoichi đã bước tới trước khấn cầu thần Hachiman trước lúc hướng mũi tên vào cái quạt treo lơ lửng trên tàu chiến của đối phương. Rồi ông dương cung bắn trúng ngay cây quạt rơi khỏi chiếc sào. Binh sĩ cả hai phe hết thảy đều thán tụng cung thủ siêu việt này. 
Sau khi kết thúc chiến tranh Genpei, ông được Minamoto no Yoritomo ban thưởng các trang viên và phong làm daimyō của lâu đài Tottori, nhưng đã để mất vị trí này cho Kajiwara Kagetoki sau khi bị đánh bại trong một cuộc thi săn bắn. Vì vậy mà ông rời khỏi xứ Echigo đi phiêu bạt khắp nơi, cũng từ sau cái chết của Yoritomo, Nasu quyết định quy y ngã Phật theo phái Jodo Shinshu. Về cuối đời ông còn cho lập một ngôi chùa riêng và nó đã được truyền lại cho trưởng nam các đời của gia tộc Nasu. Cũng vì các mục đích hành chính, những tài liệu ghi chép chi tiết được giữ gìn đều có liên quan đến người được thừa kế ngôi chùa. Kết quả là nó đã theo cùng dòng dõi Nasu cho đến khi ngôi chùa bị hủy hoại trong Thế chiến II. Hầu hết đều tin rằng ông qua đời ở tuổi 64 vào năm 1232 ở Fushimi, Yamashiro trong một buổi lễ tại Kobe nhằm tôn vinh những người chết trong chiến tranh Genpei.